# Jazz in Silhouette
Jazz in Silhouette ist ein Jazzalbum von Sun Ra, das am 6. März 1959 in Chicago aufgenommen und im Mai dieses Jahres bei El Saturn Records erschien. Jazz in Silhouette entstand bei einer Session, bei der Sun Ra and His Arkestra auch Musik für die später erschienenen Alben Sound Sun Pleasure!! and Interstellar Low Ways einspielten. 1974 wurde das Material in den Katalog von Impulse! übernommen; als Compact Disc (und erstmals in Stereo) erschien das Album 1992 bei Evidence Records.

## Sun Ra und El Saturn Records
Die Zeit, in der Sun Ra mit seinem Arkestra in Chicago arbeitete, ist vor allem durch eine Gruppe von Singles und Alben überliefert, die (mit Ausnahme von Jazz by Sun Ra und dem erst 1968 veröffentlichten Sound of Joy) in der Mitte bis Ende der 1950er Jahre auf Ras eigenem Label El Saturn publiziert worden sind. El Saturn war neben Charles Mingus/Max Roachs Debut-Label eine der ersten Plattenfirmen in Musikerbesitz; Sun Ras Geschäftspartner war sein Manager und Freund Alton Abraham. Nach der Geschäftsgründung im Jahr 1955 und dem Erscheinen von Super-Sonic Jazz (1956) war Jazz In Silhouette ihre zweite Veröffentlichung. Die LP erschien mit dem Cover von einem  H.P. Corbissero, was möglicherweise ein Pseudonym für Sun Ra selbst war (Herman Poole = H.P.). Nach Jazz in Silhouette erschien sieben Jahre lang kein weiteres Album, wohl aber einige Singles.
In dieser Periode „definierten Ra und Abraham eine Do-It-Yourself-Ethik, die später zentraler Bestandteil der amerikanischen Independent-Musikindustrie werden sollte, die ihre Plattenumschläge selbst gestalteten und manchmal auch in Handfertigung herstellten“. Mit diesem Prozess behielten sie die Kontrolle über ihre Veröffentlichungen. Das Cover-Design der LPs von Saturn Records wurden von einer Schar semi-professioneller und Amateur-Künstlern entworfen, von denen einige mit dem Arkestra verbunden waren. Diese Coverdesigns mischten die Weltraum-Ikonographie mit einem sehr persönlichen Mix aus apokalyptischen Vorstellungen. Diese Cover wurden mit von Hand eingefärbten Metallplatten gedruckt, die aus Werkstätten in Chicagos Southside stammten, und so war das Saturn-Label in der Lage Kopien ihrer Schallplatten in ungewöhnlich geringer Stückzahl herzustellen, im on demand-Verfahren, manchmal sogar nur 20 Kopien von einem Konzert.

## = Expanded Version (2023)
Am 16. Juni erschien das Album auf zwei CDs in einer erweiterten Fassung; auf die acht Albumtitel im Mono folgen vier Bonustracks: „State Street“, „Blues From Saturn“, die Single-Version von „Hours After“ und eine weitere Single, „Great Balls of Fire“. alle sind ebenfalls in Mono. Der Rest der Edition ist in Stereo, beginnend mit dem Album Sound Sun Pleasure (das den Stereomix von „Enlightment“ enthält, einem Titel, der in Mono auf Jazz in Silhouette erschienen war). Diese kurze Sammlung wurde erst 1970 auf Saturn veröffentlicht, aber die Stücke entstanden bei denselben Aufnahmesitzungen in Chicago wie Jazz in Silhouette. Zwei Tracks enthalten den Gesang von Hattie Randolph, der Schwester des frühen Arkestra-Trompeters Lucious Randolph. Der Rest von Teil 2 enthält die erste LP/CD-Veröffentlichung von fünf der Stücke auf Jazz in Silhouette in vollen Stereo.

## Die Musik des Albums
Während der zweiten Hälfte der 1950er Jahre etablierten sich Sun Ra and his Arkestra in Chicago als „eindrucksvolle Vertreter eines neuen Strangs oder Subgenres des Jazz“, indem sie sich von Aufbereitung vertrauter Jazzstandards weiterentwickelten. So präsentierte das Arkestra mit Jazz in Silhouette eine Sammlung von Originalkompositionen, die die Fähigkeiten Sun Ras als Komponist, Arrangeur und Musiker unter Beweis stellten. Dies betraf vor allem die schnellen und komplexen Stücke Saturn und Velvet, die mit großer Geschicklichkeit und Präzision gespielt werden. Velvet erinnert an den Standard Jeepers Creepers, mit Trompeter Hobart Dotson als Solisten. Die weiteren ausgedehnten Kompositionen Ancient Aiethopia und Blues at Midnight sind mehr von den Solisten als vom Ensemblespiel geprägt. Zu hören sind der Tenorsaxophonist John Gilmore, der Bassist Ronnie Boykins, der Baritonsaxophonist Pat Patrick und die Altsaxophonisten Marshall Allen und James Spaulding. Bezeichnend für den Gruppenklang seien die fließenden Dialoge, die Sun Ra mit seinen Musikern unternimmt, und seine Methode, „das Ensemble mit dem Auf und Ab seiner unheimlichen Mischung aus Melodie und Rhythmus zu leiten“. Nach Ansicht von Lindsay Planer ist dies der entscheidende „Faktor für die Frische, die das Material behalten“ habe.
Jazz in Silhouette war dem Sun-Ra-Biografen John Szwed zufolge eine wichtige Aussage des Arkestra, unterstützt durch den außergewöhnlichen Trompeter Hobart Dotson, der dessen Sound sofort aufhellte.

## Rezeption
Das Album wird von vielen Kritikern als Höhepunkt der frühen Chicagoer Periode des Arkestra betrachtet, bevor das Orchester „in der Jazz-Avantgarde der 1960er Jahre flügge wurde“, so Lindsay Planer in seiner Besprechung für Allmusic; dort wurde Jazz in Silhouette mit vier (von fünf) Sternen ausgezeichnet.
Mathew Wuetrich bewertete Jazz in Silhouette als „ein übersehenes Meisterwerk, das deutlich mache, dass Sun Ra nicht als Kuriosum zu betrachten ist, sondern eine der kreativsten Kräfte im Jazz-Universum, ein Gravitätszentrum [war], das von vielen maßgeblichen Entwicklungen im Jazz umkreist worden sei.“
Nach Ansicht von Chris May, der das Album in All About Jazz rezensierte, sei sein Verständnis der [Jazz]-Tradition nirgendwo klarer erkennbar als auf dem Swing-basierten Meisterwerk Jazz in Silhouette – dessen Herkunft bis auf einen Track jedem Blindfold-Test-Teilnehmer entgehen würde, mit Ausnahme von jedem, der das Album bereits besitzt. Ras futuristische Neigungen würden nur auf „Ancient Aiethopia“ deutlich, in dem sein spaciger Wurlitzer zwitschernde Flöten, donnernde Pauken und ein fesselndes Inside-Outside-Improvisation des Trompeters Hobart Dotson einführe.
Richard Cook und Brian Morton würdigten das Album im The Penguin Guide to Jazz als Bestandteil ihrer Core Collection und zeichneten es mit der Krone aus;
„This marvellous record will one day be recognised as one of the most important jazz records since the war.“
Jason Heller schrieb in Pitchfork Media, so progressiv „The Lady With the Golden Stockings“ vom 1958/59entstandenen The Nubians of Plutonia auch war, es habe im Vergleich zu „Ancient Aethiopia“ fast urig geklungen. Als herausragender Track aus einem der besten und epochalsten Alben von Sun Ra, Jazz in Silhouette von 1959, eröffnet das neunminütige Werk die Aussichten des Arkestra mit träge spielenden Bläsern, Deep-Space-Pulsen und einem besonders inspirierten, halbabstrakten Solo von Mr. Blount selbst – ganz zu schweigen von einem Hinweis auf die rituellen Gesänge, die bei seiner Suche nach afrofuturistischer Synthese eine größere Rolle spielen würden. Im selben Jahr, in dem Ornette Colemans The Shape of Jazz to Come, Miles Davis' Kind of Blue, Charles Mingus' Mingus Ah Um und John Coltranes Giant Steps veröffentlicht wurden, war Sun Ra mit seinem eigenen prägenden Meisterwerk dabei.

## Titelliste
Jazz in Silhouette erschien zunächst als Saturn K7OP3590/1, später als Saturn 5786. Die angegebene Titelliste bezieht sich die CD-Ausgabe Evidence 22012. Auf der LP-Ausgabe Impulse ASD 9265 sind die Musikstücke in gleicher Weise angeordnet, allerdings wird dort Titel 8 ausgeblendet.
1. Enlightenment (Hobart Dotson, Ra) – (5:02)
2. Saturn – (3:37)
3. Velvet – (3:18)
4. Ancient Aiethopia – (9:04)
5. Hours After (Ra, Everett Turner) – (3:41)
6. Horoscope – (3:43)
7. Images – (3:48)
8. Blues at Midnight – (11:56)

Alle Kompositionen, soweit nicht anderes angegeben, stammen von Sun Ra.